# Aleksandrów (gromada w powiecie łukowskim)
Aleksandrów – dawna gromada, czyli najmniejsza jednostka podziału terytorialnego Polskiej Rzeczypospolitej Ludowej w latach 1954–1972.
Gromady, z gromadzkimi radami narodowymi (GRN) jako organami władzy najniższego stopnia na wsi, funkcjonowały od reformy reorganizującej administrację wiejską przeprowadzonej jesienią 1954 do momentu ich zniesienia z dniem 1 stycznia 1973, tym samym wypierając organizację gminną w latach 1954–1972.
Gromadę Aleksandrów siedzibą GRN w Aleksandrowie utworzono 1 stycznia 1960 w powiecie łukowskim w woj. lubelskim z obszarów zniesionych gromad Łazy i Zarzecz oraz wsi Gołąbki, Rzymy Las i Rzymy-Rzymki ze zniesionej gromady Gołąbki w tymże powiecie; równocześnie do nowo utworzonej gromady Aleksandrów włączono wieś Szaniawy Matysy ze zniesionej gromady Szaniawy Matysy w tymże powiecie.
1 kwietnia 1960 do gromady Aleksandrów włączono wieś Dminin z gromady Ulan w tymże powiecie; z gromady Aleksandrów wyłączono natomiast wieś Szaniawy-Matysy, włączając ją do gromady Nurzyna tamże.
1 stycznia 1969 do gromady Aleksandrów włączono wsie Gąsiory i Zakrzew ze zniesionej gromady Gąsiory w tymże powiecie.
Gromada przetrwała do końca 1972 roku, czyli do kolejnej reformy gminnej.